# 22 جمادى الآخرة
- السبت
- الأحد
- الاثنين
- الثلاثاء
- الأربعاء
- الخميس
- الجمعة

- 2830 نوفمبر 2024
- 291 ديسمبر 2024
- 12 ديسمبر 2024
- 23 ديسمبر 2024
- 34 ديسمبر 2024
- 45 ديسمبر 2024
- 56 ديسمبر 2024
- 67 ديسمبر 2024
- 78 ديسمبر 2024
- 89 ديسمبر 2024
- 910 ديسمبر 2024
- 1011 ديسمبر 2024
- 1112 ديسمبر 2024
- 1213 ديسمبر 2024
- 1314 ديسمبر 2024
- 1415 ديسمبر 2024
- 1516 ديسمبر 2024
- 1617 ديسمبر 2024
- 1718 ديسمبر 2024
- 1819 ديسمبر 2024
- 1920 ديسمبر 2024
- 2021 ديسمبر 2024
- 2122 ديسمبر 2024
- 2223 ديسمبر 2024
- 2324 ديسمبر 2024
- 2425 ديسمبر 2024
- 2526 ديسمبر 2024
- 2627 ديسمبر 2024
- 2728 ديسمبر 2024
- 2829 ديسمبر 2024
- 2930 ديسمبر 2024
- 3031 ديسمبر 2024
- 11 يناير 2025
- 22 يناير 2025
- 33 يناير 2025

22 جُمادى الآخرة أو 22 جُمادی‌ الثانية أو يوم 22 \ 6 (اليوم الثاني والعُشرون من الشهر السادس) هو اليوم السبعون بعد المائة (170) من أيَّام السنة (أو الحادي والسبعون بعد المائة لو كان شهر ربيع الآخر مُتممًا لليوم الثلاثين أو الثاني والسبعون بعد المائة لو أتم كلًا من صفر وربيع الآخر ثلاثين يومًا) وفق التقويم الهجري القمري (العربي). يبقى بعده 184 أو 185 يومًا لانتهاء السنة.

## أحداث
- 13هـ - تولية أمير المؤمنين عمر بن الخطاب خلافة المسلمين بعد وفاة أبي بكر الصديق.
- 334هـ - معز الدولة البويهي يخلع الخليفة العباسي المستكفي بالله ويسمل عينيه، ويولي المطيع لله الخلافة.
- 1246هـ - الحاكم العام الفرنسي في الجزائر دوبومون يصدر قانونًا يقضي فيه بحق التصرف بالأملاك الدينية.
- 1306هـ - مرعي باشا الملاح ينال الرتبة الثانية من الصنف المتمايز ويلقب حاملها بـ«بك» أو «أفندي»، وينعت بـ«صاحب العزة» دومًا.
- 1352هـ - السياسي المصري أحمد حسين يعلن تأسيس «جمعية مصر الفتاة»، ونشر برنامجها على صفحات مجلة «الصرخة».
- 1373هـ - الرئيس السوري أديب الشيشكلي يفر إلى بيروت بعد انقلاب عسكري أنهى فترة حكمه الثانية.
- 1380هـ - قيام مظاهرات حاشدة في الجزائر ضد الاحتلال الفرنسي.
- 1391هـ - عيسى بن سلمان آل خليفة يتولى مقاليد الحكم في دولة البحرين ويعلن الاستقلال.
- 1413هـ -
  - إبعاد 415 من قادة حركة حماس وحركة الجهاد الإسلامي في فلسطين إلى مرج الزهور في جنوب لبنان.
  - البوسنيون يبدأون العمل في حفر نفق يمر تحت مطار سراييفو لينقذهم من حصار القوات الصربية لعاصمتهم.
- 1426هـ - احتفال مدينة نابلس الفلسطينية بالضفة الغربية بأكبر عرس جماعي تشهده الأراضي الفلسطينية في تاريخها تحت اسم «أفراح جبال النار»، ضم الاحتفال 452 عريسًا وعروسًا، ونظمه التيار الإسلامي ولجنة العفاف التابعة لجمعية التضامن الخيرية. ضم العرس كافة الفصائل والتنظيمات الفلسطينية على اختلافها.
- 1428هـ -
  - تفجير في بلدة آمرلي جنوب كركوك بشاحنة مفخخة أدى لمقتل 105 أشخاص على الأقل وجرح حوالي 240 آخرين.
  - انطلاق الحراك الجنوبي في جنوب اليمن لمطالبة بفك الارتباط من الشطر الشمالي في اليمن وأنها الوحدة اليمنية.
- 1440هـ -
  - الإعلان عن فوز الرئيس النيجيري مُحمَّد بُخاري بِولايةٍ رئاسيَّةٍ ثالثة بعد أن تفوَّق على مُنافسه عتيق أبو بكر في الانتخابات التي جرت يوم 18 جمادى الآخرة 1440هـ وحصد ما نسبته 55.6% من الأصوات.
  - مقتل وإصابة العشرات في حادث اصطدام جرار قطار في محطة رمسيس بالعاصمة المصرية.
- 1442هـ - مقتل الكاتب والناشط السياسي اللبناني لقمان سليم بأربع رصاصات في الرأس وواحدة في الظهر في سيارته في منطقة العدوسية.
- 1445هـ - مقتل 84 شخصًا في تفجيرين بمدينة كرمان الإيرانية، أثناء مراسم لإحياء ذكرى اغتيال الجنرال قاسم سليماني.

## مواليد
- 1350هـ - أنيس صايغ، مؤرخ ومفكر فلسطيني.
- 1358هـ - كمال الحلو، ممثل لبناني.
- 1360هـ - يوسف درويش، ممثل كويتي.
- 1361هـ - حمد ناصر، ممثل كويتي.
- 1371هـ - هويدا، ممثلة مصرية.
- 1390هـ - توغاي كريم أوغلو، لاعب كرة قدم تركي.
- 1392هـ - محمد الدعيع، حارس مرمى كرة قدم سعودي.
- 1400هـ - حمد حربي، لاعب كرة قدم كويتي.

## وفيات
- 13هـ -
  - أبو بكر الصديق، أقرب أصحاب الرسول محمد وأول الخلفاء الراشدين.
  - أبو كبشة الأنماري مولى رسول الله.
- 520هـ - آق سنقر البرسقي، صاحب الموصل والرحبة.
- 564هـ - أسد الدين شيركوه بن شاذي عم صلاح الدين الأيوبي وأحد قادة الدولة الزنكية.
- 1106هـ - أحمد الثاني، السلطان الحادي والعشرين في سلسلة سلاطين الدولة العثمانية.
- 1377هـ - عبد الله عبد اللطيف آل عمير، فقيه شافعي وشاعر سعودي.
- 1398هـ - الملكة نازلي، زوجة الملك فؤاد الأول.
- 1408هـ - عبد المحسن بن عبد الله بن جلوي آل سعود، أمير المنطقة الشرقية بالمملكة العربية السعودية.
- 1420هـ‍ - ناصر الدين الألباني، أحد كبار محدثي القرن الرابع عشر الهجري.
- 1429هـ - رءوف عباس حامد، مؤرخ مصري.
- 1430هـ - النبوي إسماعيل، وزير داخلية مصر.
- 1436هـ - أحمد الصالح، ممثل كويتي.
- 1437هـ - زها حديد، مهندسة معمارية عراقية بريطانية.
- 1442هـ - لقمان سليم، كاتب وناشط سياسي لبناني.

## وصلات خارجية
- موقع قصة الإسلام: حدث في شهر جُمادى الآخرة.